# توترن‌هو
توترن‌هو (به انگلیسی: Totternhoe) یک روستا و محله مدنی در بریتانیا است که در Central Bedfordshire واقع شده‌است. توترن‌هو ۱٬۱۸۰ نفر جمعیت دارد.